# Blahutovice (rozhledna)
Rozhledna Blahutovice (nebo také Blahutovická rozhledna) je volně přístupná vyhlídková věž poblíž Blahutovického vrchu (331 m n. m.) umístěná severovýchodně od vesnice Blahutovice, která je součástí obce Jeseník nad Odrou poblíž města Oder v okrese Nový Jičín. Stavba byla dokončena v roce 2021.

## Popis rozhledny
Věž rozhledny je vysoká 27,5 metru a je tvořena středovým nosníkem z ocelové pozinkované konstrukce, kolem kterého je umístěno ve vývrtce kruhové schodiště s vyhlídkovou plošinou ve výšce 15 metrů nad zemí. Tvar rozhledny tvoří osm trojúhleníkových pilastrů z lepených dřevěných panelů uspořádaných kolem středu rozhledny. Údajně mají odpovídat tektonice namáhání rozhledny. Vedle rozhledny je postavena technická místnost, umístěná v úrovni terénu,. Je obložena obkladem a tvoří podnož půdorysného tvaru kříže pro kotvení horní konstrukce rozhledny. Kolem věže rozhledny jsou také zpevněné plochy s lavičkami, malým parkovištěm a stáním pro kola. Věž má 85 schodů a vzdáleně připomíná špičku rakety. V noci je rozhledna nasvětlena.

## Rozhled
Rozhledna je sice umístěna poblíž vrcholu kopce, ale geograficky leží netradičně uprostřed Moravské brány, což je asi 70 kilometrů dlouhá a 20 kilometrů široká sníženina mezi Podbeskydskou pahorkatinou a Nízkým Jeseníkem. Z rozhledny je proto za dobrého počasí výhled na celou oblast Moravské brány, to znamená od Hranic (poznatelná podle stavby cementárny) po Ostravu, jde vidět Hostýnské vrchy a jižní část Beskyd (jde vidět například Radhošť), část Vítkovských vrchů (Veselský vrch a Olšová), město Odry a vesnice v okolí. Pocitově je rozhledna utopena v údolí.

## Historie rozhledny
První snahy o vybudování rozhledny v obci Blahutovice byly v roce 2015, když se po schválení zastupitelstvem obce na webových stránkách obce objevila anketa, ve které lidé vybírali mezi dvěma podobami věže. V září téhož roku byla zastupitelstvem schválena varianta od inženýra architekta Tomáše Kudělky. Rozhledna je součást projektu Euroregionu Silesia s názvem „Silesianka – Stezka rozhleden a vyhlídkových míst v Euroregionu Silesia“, a to umožnilo čerpání dotací. V letech 2018 – 2021 bylo díky tomuto projektu postaveno množství rozhleden ve Slezsku (2018 Sosnová, 2019 Odry aka Veselská Rozhledna, Slatina, Šibenice u Stěbořic a v roce 2021 Budišov nad Budišovkou aka Halaška a právě rozhledna Blahutovice). Stavbou posledních dvou rozhleden byl projekt ukončen. Tato poslední fáze projektu byla odsouhlasena Monitorovacím výborem programu INTERREG V-A Česká republika–Polsko v březnu 2019 a dostala celkem dotace za 851 000 eur.

### Stavba
Po vysoutěžení dodavatele stavby na druhý pokus byla stavba zahájena v srpnu 2020. Práce na začátku komplikovaly neobvykle silné dešťové srážky. Projektovou dokumentaci stavby dělala firma Kudělka s.r.o. (Tomáš Kudělka a Michal Sikora), statické posouzení provedla společnost ARCHCON atelier, s.r.o. z Prahy. Samotnou stavbu provedla firma Suntel Czech s.r.o. ze Zlína. Výstavba stála asi 8 500 000 Kč bez DPH, celkem asi 10 200 000 Kč. Dodávku ocelové konstrukce provedla firma KORAS Trade, spol. s r.o. Dotace byla v úrovni 85 % a dalších 5 % představoval příspěvek z Programu Interreg V-A Česká republika–Polsko z Ministerstva pro místní rozvoj. Stavba byla pro návštěvníky volně přístupná od července 2021, oficiálně a slavnostně byla otevřena až 26. srpna 2021. Stavba byla nominována do soutěže Stavba roku 2021.

## Okolí rozhledny
Rozhledna je přístupná autem po asfaltové cestě s malým parkovištěm. V bezprostředním okolí se nachází několik laviček a stání pro kola, vodojem a Boží muka. Asi 2800 metrů daleko je umístěna vlaková zastávka ve vesnici Polom. V budoucnu by mohla být v okolí postavena jaderná elektrárna Blahutovice.